# José Ferreira Chaves
José Ferreira Chaves CvSE (Santa Maria Maior, Chaves, 31 de Agosto de 1838 - Mercês, Lisboa, 9 de Dezembro de 1899) foi um pintor português do século XIX.

## Biografia
De origens humildes, era natural da freguesia de Santa Maria Maior (Chaves), filho legítimo de Francisco Alves e de Josefa Maria, naturais da mesma freguesia, neto paterno de Gregório Alves e Matilde Rosa, materno de Manuel António e Mariana Teresa, sendo baptizado a 7 de setembro de 1838, na Igreja de Santa Maria Maior.
Matriculou-se em 1854 na Academia Real de Belas-Artes de Lisboa, onde fez um curso brilhante e se formou, juntamente com António Manuel da Fonseca e Francisco Augusto Metrass.
Não seguiu profissionalmente a carreira artística, ingressando na burocracia, como Funcionário no Quadro da Secretaria da Câmara Municipal de Lisboa, onde subiu de Aspirante a 3.º Oficial, 2.º Oficial e 1.º Oficial, até que, em 1890, foi nomeado Director-Geral dos Serviços da Fazenda.

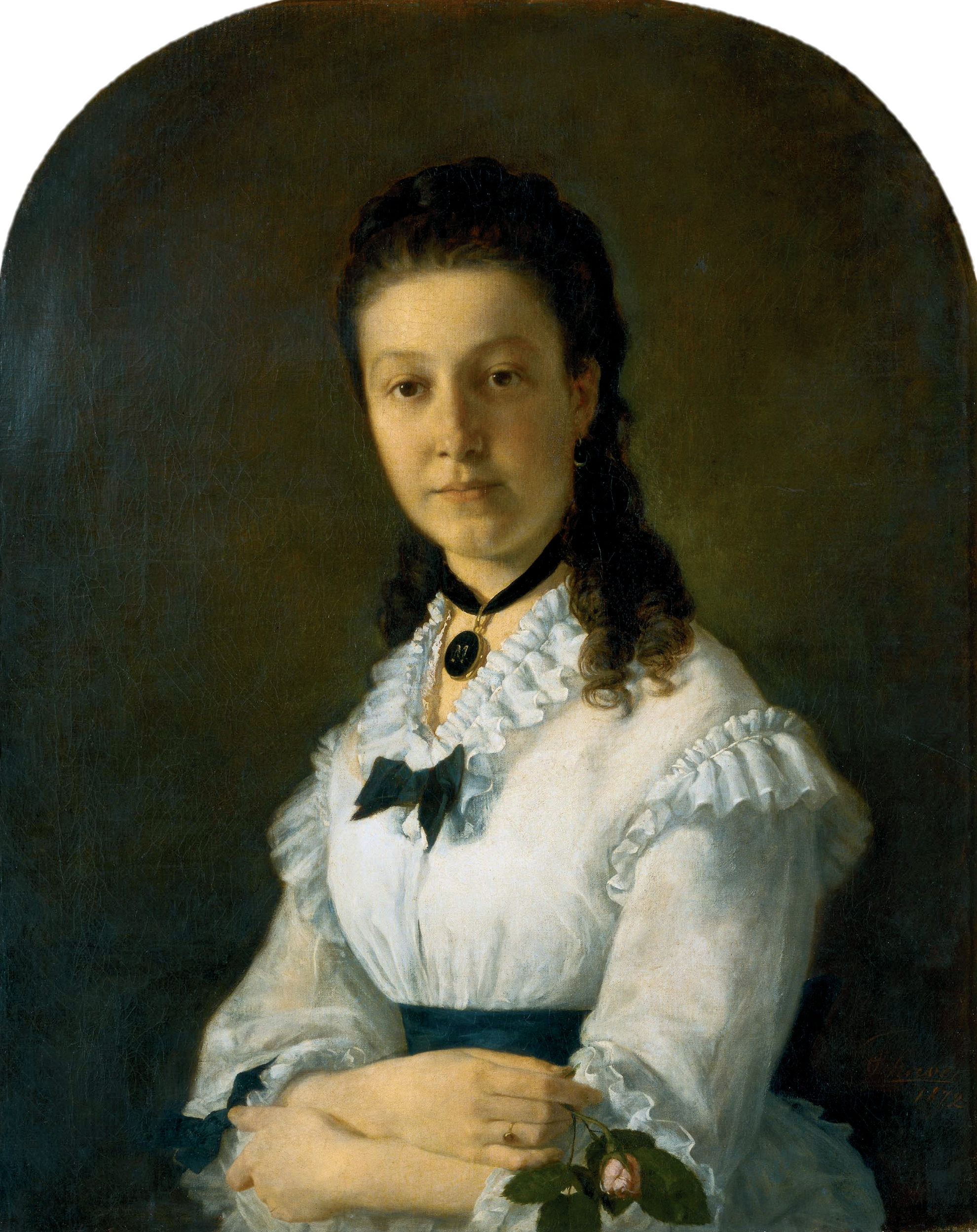
Retrato de Menina (1872), Museu Nacional de Arte Contemporânea.

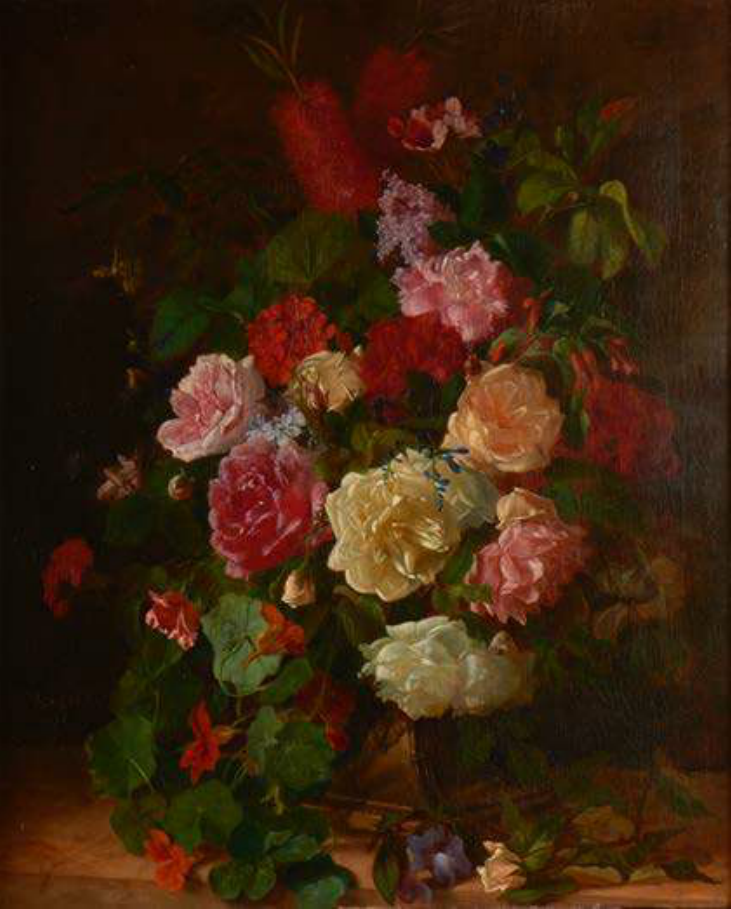
Natureza morta (1871), Palácio do Correio Velho, Lisboa.

Conseguiu harmonizar a sua vida oficial com as suas tendências artísticas, onde alcançou altas e honrosas menções. Dedicou-se, especialmente, à pintura de flores, de natureza morta e ao retrato. Foi Membro da Sociedade Promotora de Belas-Artes, a cujas exposições quase sempre concorreu, alcançando várias Medalhas. Na Exposição Internacional do Porto, em 1865, alcançou Menção Honrosa, e noutra Exposição, na mesma cidade, uma Medalha de Ouro.A 27 de Outubro de 1868, foi nomeado Académico de Mérito da Academia Real de Belas-Artes de Lisboa, sendo eleito Vice-Presidente em 1894 e sucessivamente reeleito em vários anos.
Em 22 de fevereiro de 1873, casou na igreja paroquial de Santa Justa, em Lisboa, com D. Maria da Glória Bregaro de Bulhões, de quem não teve filhos, sendo esta 12 anos mais velha que o pintor. Residia, à data, na Rua do Amparo, número 82, 2º andar. Mais tarde mudou-se para a Rua da Quintinha, número 99, 1º andar, da freguesia das Mercês.
Por morte de Miguel Ângelo Lupi, regeu a cadeira de Pintura Histórica, de 1883 a 1895, na Academia onde se formara. Dos seus quadros mais notáveis, mencionam-se os retratos de José Xavier Mouzinho da Silveira e de José Estêvão Coelho de Magalhães, que se encontram na Câmara Municipal de Lisboa, os retratos de D. Duarte de Alarcão e esposa, que figuram no Salon de Paris, etc.
Era Cavaleiro da Ordem Militar de Sant'Iago da Espada.
Faleceu aos 61 anos de idade, vítima de angina de peito, em 9 de dezembro de 1899. Segundo consta, da edição de 10 de dezembro de 1899 do jornal Diário Ilustrado (1872-1911): "Pelas 9 horas e meia sahiu, no gozo da melhor saude, ao que parecia, da sua aula, mas ao descer a rua do Carmo, cahiu sem sentidos. No posto medico do governo civil recebeu os primeiros socorros, mas sendo conduzido em carruagem ao hospital de S. José, falleceu no caminho. Prostou-o uma angina pectoris." Do jornal O Occidente (1878-1914), em edição datada de 20 do dito mês e ano, relativamente ao pintor, lê-se: "Intelligencia culta, caracter bondoso, espirito recto, Ferreira Chaves reunia as qualidades que o tornaram uma individualidade sympathica tanto no meio social como no meio artístico. (...) Egualmente na vida intima, Ferreira Chaves era encantador, lhano e affavel, amigo do seu amigo. Todos os discipulos lhe queriam como a verdadeiro pae."
Encontra-se sepultado em jazigo de família, no Cemitério dos Prazeres, em Lisboa, junto da sua esposa, que faleceria em 19 de agosto de 1903, aos 76 anos, na residência onde passou a viver após enviuvar, na Estrada do Poço-do-Chão, número 18, em Benfica.